# 麻辣娇锋
《麻辣娇锋》（英語：The Heat）是一部2013年保羅·費格执导的美国警匪喜剧片，凱蒂·提波特编剧，珊迪娜·布洛与梅丽莎·麦卡西主演。美国于2013年6月28日上映，在口碑与票房上都取得成功。同年10月15日发行DVD。

## 剧情
精明细心的联邦调查局女探员Sarah Ashburn接受上级委派的任务，到波士顿去抓捕大毒枭Simon Larkin，到之后与当地警察局一位办事粗鲁的女警员Shannon Mullins展开合作对付毒贩，她俩在办案过程中搞出了不少笑话。

## 角色

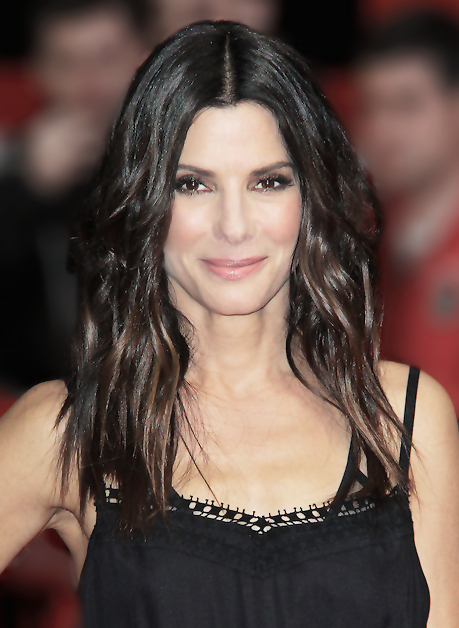
布洛出席2013年6月伦敦的电影首映式

- 珊迪娜·布洛 飾演 FBI探员 Sarah Ashburn[3]
- 梅丽莎·麦卡西 飾演 波士顿警局警察Shannon Mullins[3]
- 馬龍·韋恩斯 飾演 探員Levy
- 德米安·畢齊 飾演 Hale
- 邁克·拉帕波特 飾演 Jason Mullins
- 简·柯廷 飾演 Mrs. Mullins
- 丹·巴克達爾（英语：Dan Bakkedahl） 飾演 美國缉毒局探员Garrett Craig
- 塔蘭·基拉姆 飾演 美國缉毒局探员Adam/真实身份为大毒枭Simon Larkin
- 邁克爾·麥當勞（英语：Michael McDonald (comedian)） 飾演 Julian Vincent
- Spoken Reasons（英语：Spoken Reasons） 飾演 Rojas
- 湯瑪斯·威爾遜 飾演 Captain Woods
- Adam Ray 飾演 Hank LeSoire
- 托尼·海爾 飾演 The John
- 凱特琳·奧爾森 飾演 Tatiana Krumova
- 喬伊·麥肯泰爾 飾演 Peter Mullins
- 邁克爾·特治（英语：Michael Tucci） 飾演 Mr. Mullins
- 比爾·伯爾 飾演 Mark Mullins
- 內特·考德瑞 飾演 Michael Mullins
- 潔西卡·查芬（英语：Jessica Chaffin） 飾演 Gina
- 潔美·丹柏（英语：Jamie Denbo） 飾演 Beth
- 安迪·巴克利（英语：Andy Buckley） 飾演 Robin
- 本·法爾科內 飾演 Blue-collar man
- 約翰·羅斯·博維 飾演 FBI官員
- Chris Gethard（英语：Chris Gethard） 飾演 他自己
- 史蒂夫·巴農斯（英语：Steve Bannos） 飾演 Wayne
- 扎克·伍茲 飾演 Paramedic
- 凱蒂·提波特（英语：Katie Dippold） 飾演 ER護士
- Mitch Silpa（英语：Mitch Silpa） 飾演 Dealer
- 保羅·費格 飾演 醫生

## 制作
由于2011年女性喜剧片《伴娘我最大》的成功，导演决定继续拍摄女性主角的喜剧片。本片是凯蒂·迪波尔特编剧的首部电影，此前她一直担任电视剧的编剧。2012年7月在波士顿取景开拍。

## 迴响
美国首周末收获3911万美元，美国最终票房为1.59亿，加上国际市场累计2.29亿，成为年度票房第二高的喜剧片，仅次于2.69亿的《冒牌家庭》。
在口碑方面也不错，烂番茄新鲜度达66%，两位主演的喜剧表演普遍得到认可；Metacritic上37家媒体评分为60分。